# Destin (album)
Pour les articles homonymes, voir Destin (homonymie).
Albums de Ninho
M.I.L.S 2.0
(2018) M.I.L.S 3.0
(2020)
Singles
1. Goutte d'eau
Sortie : 23 février 2019
2. Paris c'est magique
Sortie : 21 mars 2019
3. La vie qu'on mène
Sortie : 22 mars 2019
4. Maman ne le sait pas (feat. Niska)
Sortie : 22 mars 2019
5. Putana
Sortie : 20 septembre 2019

Destin est le deuxième album studio du rappeur Ninho, sorti le 22 mars 2019, soit un an après la sortie de la mixtape M.I.L.S 2.0.

## Composition
Destin est composé de 18 pistes dont 7 featurings avec des rappeurs tels que Koba LaD, Niska, Jul et Tito, ainsi qu'avec des chanteurs comme Dadju, Fally Ipupa et la canadienne Faouzia.
Les productions sont assurées par les beatmakers Chady, Hood Star, Kozbeatz, Lil Ben, Mehdi Nine, Mi8, MKL, Ninho, Noxious, PhilyAsap, Sam H, Saydiq et SNK Musicprod.

## Accueil critique et commercial

### Accueil commercial
Dès sa sortie, Destin connaît un succès commercial non négligeable. Il s'écoule à 26 578 exemplaires trois jours après sa sortie puis devient disque d'or  en une semaine pour plus de 50 000 exemplaires, ainsi il rentre directement à la première place du Top album en France,. Il obtient la certification du disque de platine deux semaines plus tard c'est-à-dire trois semaines après sa parution. Début juin, le projet passe le cap des 200 000 ventes et est certifié double disque de platine. Au mois de septembre, il  est certifié triple disque de platine. En 2019, au total, il se vend à 379 000 exemplaires se classant à la cinquième position du Top album de l'année selon le SNEP,. Il accède à la certification ultime, le disque de diamant, en passant le cap des 500 000 ventes en octobre 2020 soit un an et demi après sa sortie. Il s'agit du premier disque de diamant dans la carrière du rappeur. Tous les titres présents sur l'album sont certifiés.

## Liste des titres
| 1.    | Sans peine                         | Kozbeatz        | 2:37 |
| 2.    | La vie qu'on mène                  | Chady           | 3:13 |
| 3.    | Goutte d'eau                       | Kozbeatz        | 2:37 |
| 4.    | Paris c'est magique                | Mi8, PHILY ASAP | 3:07 |
| 5.    | Jeune lossa                        | SNK             | 3:37 |
| 6.    | Tokarev                            | SNK             | 3:48 |
| 7.    | La vivance (feat. Koba LaD)        | Hoodstar        | 3:01 |
| 8.    | Big Pac                            | Hoodstar        | 3:03 |
| 9.    | NI                                 | Hoodstar        | 2:40 |
| 10.   | Maman ne le sait pas (feat. Niska) | Saydiq, Sam H   | 3:23 |
| 11.   | L'ancien                           | SNK             | 3:02 |
| 12.   | Jamais (feat. Dadju)               | MKL             | 3:49 |
| 13.   | Jusqu'à minuit (feat. Jul)         | Lil Ben         | 4:20 |
| 14.   | Putana                             | Noxious         | 3:04 |
| 15.   | À Kinshasa (feat. Fally Ipupa)     | Noxious         | 2:57 |
| 16.   | Zéro paluche (feat. Tito)          | Chady           | 3:00 |
| 17.   | Money (feat. Faouzia)              | SNK, Hoodstar   | 3:12 |
| 18.   | Outro                              | Mehdi Nine      | 2:14 |
| 56:44 |                                    |                 |      |

## Titres certifiés en France
Tous les titres présents sur l'album sont certifiés.
- Sans peine  Diamant[11]
- La vie qu'on mène Diamant[12]
- Goutte d'eau  Diamant[13]
- Paris c'est magique  Diamant[14]
- Jeune lossa  Diamant[15]
- Money (feat. Faouzia) Diamant[16]
- Jamais (feat. Dadju)  Diamant[17]
- Jusqu'à minuit (feat. Jul)  Diamant[18]
- Putana  Diamant[19]
- À Kinshasa (feat. Fally Ipupa)  Diamant[20]
- Maman ne le sait pas (feat. Niska)  Diamant[21]
- Tokarev  Platine[22]
- La vivance (feat. Koba LaD)  Platine[23]
- Big Pac  Platine[24]
- L'ancien  Platine[25]
- Zéro paluche (feat. Tito)  Platine[26]
- Outro  Platine[27]
- NI  Or[28]

## Clips vidéo
- Goutte d'eau : 23 février 2019
- Paris c'est magique : 21 mars 2019
- Maman ne le sait pas (feat. Niska) : 24 mai 2019
- Putana : 20 septembre 2019

## Classements et certifications

### Classement hebdomadaire
| Classements                  | Meilleure position |
| ---------------------------- | ------------------ |
| Belgique (Wallonie Ultratop) | 1                  |
| Belgique (Flandre Ultratop)  | 10                 |
| France (SNEP)                | 1                  |
| Suisse (Schweizer Hitparade) | 2                  |

### Classement annuel
| Classement (2019) | Position |
| ----------------- | -------- |
| France (SNEP)     | 5        |

### Ventes et certifications
| Région        | Certification | Ventes/Streams |
| ------------- | ------------- | -------------- |
| France (SNEP) | 2 × Diamant   | 1 000 000      |